# Lasioptera artemisifoliae
Lasioptera artemisifoliae är en tvåvingeart som beskrevs av Shinji 1939. Lasioptera artemisifoliae ingår i släktet Lasioptera och familjen gallmyggor. Inga underarter finns listade i Catalogue of Life.